# Bălți
Bălți ([ˈbəltsʲ] uttal (fil); ukrainska: Bilzji, i äldre källor även skrivet Bjeltzy och Byeltsi; ryska: Бельцы Beltsy; tyska: Belz; polska: Bielce; jiddisch: בעלץ Belts) är en stad i Moldavien. Staden ligger vid floden Răut och hade 102 457 invånare (2014).
Staden har historiskt var känd för sin boskapsmarknad. Bălți har även varit biskopssäte.